# North Uist
North Uist (gaelico scozzese: Uibhist a Tuath, ˈɯ.ɪʃtʲ ə t̪ʰuə) è un'isola e comunità delle Ebridi Esterne, in Scozia.

## Geografia
North Uist è la decima isola scozzese per superficie, e la tredicesima tra quelle che circondano la Gran Bretagna. Ha una superficie di 303 km², ed è leggermente più piccola di South Uist. North Uist è unita tramite una strada rialzata a Benbecula via Grimsay, a Berneray, ed a Baleshare. Con l'eccezione della zona sud-orientale, l'isola è molto piatta, e coperta da torba paludosa e basse colline, ed oltre metà del territorio è coperto d'acqua. Alcune pozze contengono un misto di acqua dolce e salata, il che ha favorito l'insorgere di habitat strani e complessi. Loch Sgadabhagh, di cui si è detto "è possibile che nessun altro lago britannico si avvicini a Loch Scadavay per l'irregolarità e la complessità del suo profilo", è il più esteso lago di North Uist, nonostante Loch Obisary abbia circa il suo volume d'acqua. La parte settentrionale dell'isola fa parte dell'area panoramica nazionale di South Lewis, Harris e North Uist, una delle 40 presenti in Scozia.

### Insediamenti

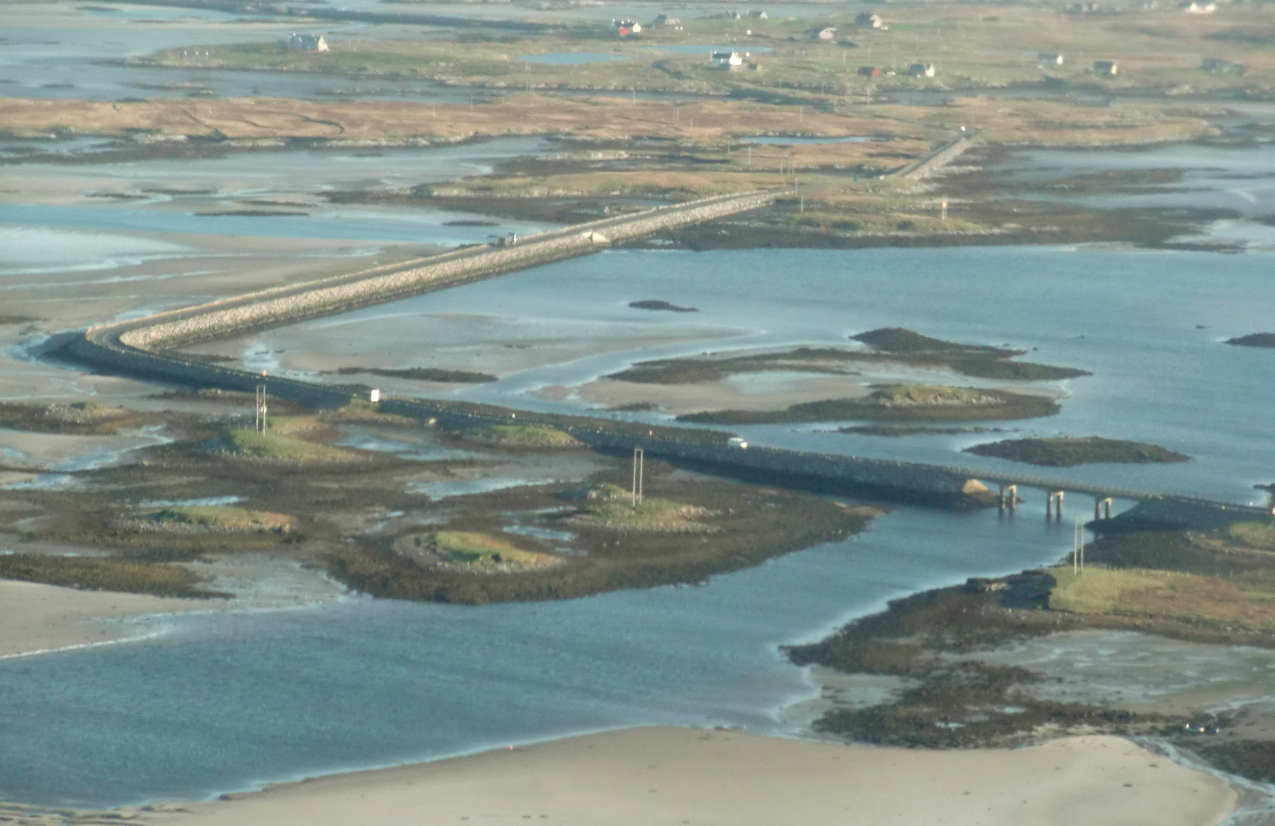
Strada rialzata da Benbecula (più vicino) a North Uist

L'insediamento principale sull'isola è Lochmaddy, un porto di pescatori che ospita un museo, un centro d'arte ed una camera oscura. I traghetti dalla Caledonian MacBrayne uniscono questo villaggio a Uig su Skye, e dall'isola di Berneray (unita a North Uist grazie alla strada rialzata) a Leverburgh in Harris. Lochmaddy ospita anche il Taigh Chearsabhagh, un museo e centro d'arte.
I principali villaggi sono quelli di Sollas, Hosta, Tigharry, Hougharry, Paible, Grimsay e Cladach Kirkibost. Tra gli altri insediamenti Clachan Carinish, Knockquien, Port nan Long, Greinetobht e Scolpaig, che ospita la torre Scolpaig del XIX secolo.
Secondo il censimento del 2001, North Uist ha una popolazione di 1 271 abitanti (1320 se si comprende Baleshare).

## Attrazioni turistiche
North Uist ha numerose strutture preistoriche, tra cui la camera funeraria di Barpa Langass, il cerchio di pietre di Pobull Fhinn, le pietre erette di Fir Bhreige, l'isola di Eilean Dòmhnuill (che potrebbe essere il più antico crannóg scozzese), e le case circolari di Baile Sear, scoperte grazie alle tempeste del gennaio 2005.
L'isola è famose per i suoi uccelli, tra cui re di quaglie, sterne artica, sule bassane, strillozzi e berte minori atlantiche. La Royal Society for the Protection of Birds ha una riserva naturale a Balranald.

## Etimologia
Nel A Description of the Western Isles of Scotland Called Hybrides scritto nel 1549 da Donald Munro, North Uist, Benbecula e South Uist vengono descritte come una singola isola di nome Ywst (Uist). A nord di Benbecula descrive North Uist come "questo paese è chiamato Kenehnache di Ywst, che in inglese significa, la testa nord di Ywst".
Alcuni fanno derivare l'etimologia di Uist dal termine norreno che significava "ovest", come Westray nelle isole Orcadi. Un'altra ipotesi speculativa la farebbe derivare dal norreno Ivist, ovvero da vist che significa "un mattone, abitazione, domicilio". È possibile anche un'etimologia gaelica, con I-fheirste che significa "isola degli incroci" o "isola dei guadi", derivando da I che significa "isola" e fearsad che significa "estuario, spiaggia, guado attraverso la bassa marea". Tra i toponimi che derivano da fearsad si trovano Fersit e Belfast.
In un documento del 1988, Richard Coates paragona i toponimi di Uist a quello dell'isola delle Baleari di nome Ibiza.

## Popolazione
Nel XVIII secolo la popolazione totale delle isole Uist crebbe considerevolmente, prima del crollo avutosi con le Highland Clearances. Nel 1755 vi era una popolazione stimata di 4 118 persone, che nel 1794 divennero 6668 e nel 1821 furono 11009.
L'occupazione pre-clearance di North Uist era di circa 5 000 persone, ed è scesa a circa 1300 nel 2001.
| pre 1820 | 1841 | 1881 | 1891 | 1931 | 1961 | 1971 | 1981 | 1991 | 2001 |
| ca 5000  | 3870 | 3398 | 3250 | 2349 | 1622 | 1469 | 1454 | 1404 | 1271 |

Da Haswell-Smith (2004) tranne ove specificato diversamente

## Storia
Dopo l'occupazione norrena delle isole Occidentali, i MacRuairidh controllavano le isole. North Uist fu sottoposta ai Macdonald di Sleat nel 1495, e rimase proprietà dei Macdonald di Sleat fino al 1855, quando fu venduta a Sir John Powlett Ord. Adesso l'isola è di proprietà della famiglia Granville tramite la North Uist Trust.

### North Uist e le Clearances

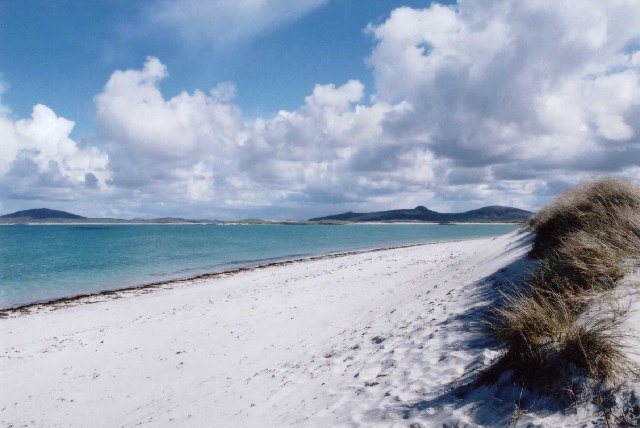
Panorama della costa di Corran Aird a' Mhòrain

North Uist fu colpita duramente dalle Highland Clearances, e portò ad un'emigrazione su larga scala dalle isole a Cape Breton, Nuova Scozia, Canada. La popolazione pre-clearance di North Uist era di circa 5 000 persone, ma nel 1841 era scesa a 3870, per poi crollare alle attuali 1 300 persone. Il clearances giunse tardi sulle coste di North Uist, che era in prevalenza presbiteriana, rispetto a South Uist che era invece cattolica.
Il motivo principale di questa emigrazione di massa fu il fallimento dell'industria insulare di alghe. Dopo le Guerre rivoluzionarie francesi, l'industria delle alghe era stata per North Uist la principale fonte di guadagno. Con il collasso del loro commercio, gli agricoltori di North Uist non potevano permettersi di pagare gli alti affitti. Anche se nel 1827 i latifondisti abbassarono del 20% il noleggio della terra, molti lavoratori furono obbligati ad emigrare.
Il primo vero esodo di North Uist avvenne negli anni 1820. Nel 1826 i villaggi di Kyles Berneray, Baile Mhic Phail e Baile mhic Conon, situati sull'estremità nord-orientale di North Uist, furono completamente abbandonati. Anche se alcuni si spostarono semplicemente ad est fino a Loch Portain, molti si trasferirono a Cape Breton, in Nuova Scozia. L'effetto di questo esodo si legge nel rapporto dei rendiconti di affitto del 1827, secondo cui oltre 50 famiglie erano "Andate in America", il che significava a Cape Breton. Con il peggioramento delle condizioni economiche, e grazie alle notizie degli emigrati che avevano fatto fortuna oltremare, il numero di famiglie emigranti dalla Scozia all'America del Nord aumentò considerevolmente. Nel 1838 ben 1 300 persone se ne andarono da North Uist. Esiste l'erronea idea che molte famiglie coinvolte nel clearances siano state cacciate a forza dalle loro case, anche se nel 1849 vi fu in effetti una rivolta quando 603 persone di Sollas furono sgomberate da Lord Macdonald. In questa sommossa un ruolo importante fu giocato dalle donne di Sollas. Quando un distaccamento della polizia di Glasgow avanzò verso i dimostranti, si dice che gli uomini di Sollas si siano spostati, ma che le donne siano rimase ferme di fronte alle autorità, lanciando rocce alla polizia. A questo punto la polizia scese verso il popolo di Sollas attaccandoli con i manganelli. Un insediamento ebrido della contea di Cape Breton, Nuova Scozia, si chiamava in origine Sollas (oggi Woodbine). I cognomi presenti a North Uist durante il clearances erano MacAulays, MacCodrums, MacCuishs e MacDonalds.